# ファビアン・エスタイ
ファビアン・エスタイ（Fabián Raphael Estay Silva, 1968年10月5日 - ）は、チリ・サンティアゴ出身の元サッカー選手。チリ代表である。ポジションはミッドフィールダー。

## 経歴
1990年から2001年の間に、チリ代表として68試合に出場して6得点した。1998年にはフランスW杯で全4試合に出場した。

## 代表歴

### 出場大会
- チリ代表
  - 1998 FIFAワールドカップ

### 試合数
- 国際Aマッチ 68試合 6得点（1990年-2001年）[1]

| チリ代表 | 国際Aマッチ | 国際Aマッチ |
| 年       | 出場        | 得点        |
| -------- | ----------- | ----------- |
| 1990     | 2           | 0           |
| 1991     | 12          | 2           |
| 1992     | 0           | 0           |
| 1993     | 9           | 1           |
| 1994     | 5           | 0           |
| 1995     | 8           | 0           |
| 1996     | 6           | 1           |
| 1997     | 0           | 0           |
| 1998     | 9           | 0           |
| 1999     | 7           | 1           |
| 2000     | 8           | 1           |
| 2001     | 2           | 0           |
| 通算     | 68          | 6           |

## タイトル
ウニベルシダ・カトリカ
- - プリメーラ・ディビシオン : 1987, 1993

ウニベルシダ・デ・チレ
- プリメーラ・ディビシオン : 1993
- チリカップ 1994

デポルティーボ・トルーカ
- プリメーラ・ディビシオン : 1998, 1999